# Textilbeton

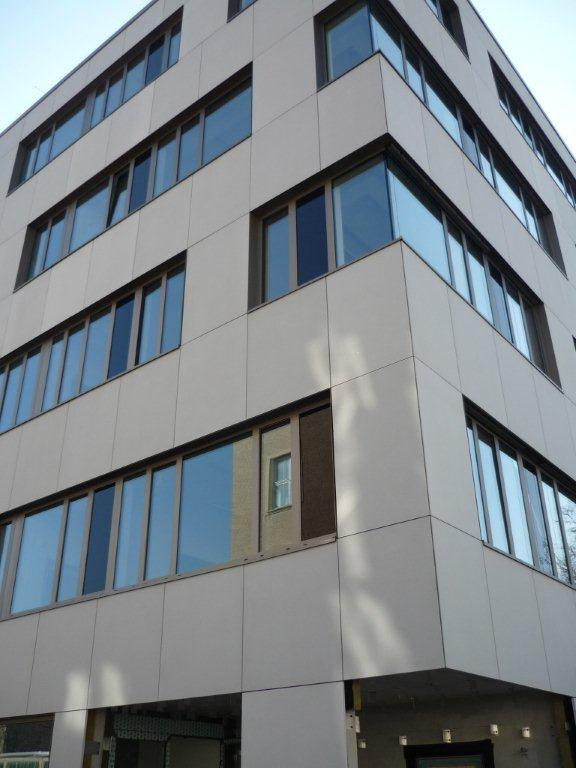
Textilbeton elemekkel burkolt épület

A textilbeton fonalakból és szálkötegekből vagy csak szálkötegekből, textiltechnológiai eljárással készült sík- vagy térbeli szerkezettel megerősített beton.
A beton már régóta széles körben elterjedten alkalmazott szerkezeti anyag az építőiparban. Hátránya azonban, hogy bár a nyomó terhelést nagyon jól bírja, húzószilárdsága ehhez képest jóval kisebb. A betonban általában már a betonozást közvetlenül követő kötési és szilárdulási folyamat során (a beton zsugorodása miatt) is számos repedés keletkezik, de a tipikus használati igénybevételek (egészen kivételes esetektől és bizonyos feszített szerkezetektől eltekintve) rendszerint meghaladják a beton húzási ellenállását. Annak érdekében, hogy a repedések megnyílását korlátozzák, a szerkezetek ridegtörését elkerüljék (a kőszerű anyagok, mint amilyen a beton is, az első húzási repedés megjelenését követően azonnal, hirtelen leszakadnak, kettétörnek), illetve a szerkezeti elemnek (a berepedt keresztmetszeti részben a húzó igénybevételek felvételével) többletteherbírást biztosítsanak, acélbetétet helyeznek a szerkezetbe. Az így készült betont nevezik vasbetonnak.
A beton erősítésére egyes területeken a beton anyagába bekevert acélszálakat használnak, így készül a szálerősítésű beton (szálbeton). A műanyagipar fejlődésével megjelentek olyan műanyagszálak is, amelyek erre a célra alkalmasnak bizonyultak. A legújabb fejlesztések közé tartozik a textilbeton, amelyben az acélbetétet textilszerkezet helyettesíti.

## A textilbeton jellemzői
A textilbeton megjelenésében abban különbözik a szálerősítésű betontól, hogy míg az utóbbiban különálló szálakat kevernek a beton anyagába, a textilbeton esetében valamilyen fonalakból vagy szálkötegekből (ez utóbbiakat a textilipari szaknyelv kábelnek vagy rovingnak nevezi) létrehozott, összefüggő textil-kelmeszerkezetet építenek be, amely rácsozatot alkot, hasonlóan ahhoz, mint amit a vasbetonban betonacélból alakítanak ki. A vasbeton esetében a betonacélokat külön acélhuzalokkal erősítik egymáshoz. A textilbetonhoz a rácsszerkezetet a kelmeképzés közvetlenül hozza létre.
A textilbeton gondolatát a Drezdai Műszaki Egyetem kutatói vetették fel az 1990-es évek közepén, majd a fejlesztéshez 1999-ben az Aacheni Egyetem kutatói is csatlakoztak. Az első kísérleteket lúgálló (AR típusú) üvegszálakból álló szálkötegekkel végezték, a kábelben több száz vagy akár több tízezer üvegszál van. Később szénszál-kábelek, sőt bazaltszál-fonalak alkalmazását is megkezdték.

## Az erősítőszerkezet anyagai
Alapvető kritérium a textilanyag lúgállósága, nagy szilárdsága és megfelelő rugalmassági modulusa (E-modulus). Ezeknek az anyagoknak a textilbetongyártás szempontjából legfontosabb adatait – összehasonlítva a betonacéllal – az alábbi táblázat foglalja össze. Az üveg- és a szénszál legnagyobb előnye a betonacéllal szemben a sokkal kisebb sűrűség, és a jelentős különbség a szakítószilárdság és az E-modulus értékében. Az üvegszál előnye a szénszállal szemben, hogy gyártása sokkal olcsóbb, a szénszál azonban jóval teherbíróbb. A bazaltszálak alkalmazása egyelőre háttérbe szorul, mert nem annyira öregedésállók, mint az üvegszálak, és nem korrózióállók.
|                         | Betonacél | AR üvegszál | Szénszál | Bazaltszál |
| ----------------------- | --------- | ----------- | -------- | ---------- |
| Sűrűség (g/cm³)         | 7,9       | 2,7         | 1,8      | 2,6–2,8    |
| E-modulus (GPa)         | 200       | 76          | 240–600  | 240–600    |
| Szakítószilárdság (GPa) | 0,3–0,6   | 2,0         | 3,0–5,0  | 3,0–5,0    |
| Szakadási nyúlás (%)    | 18–26     | 2,6         | 1,0–1,5  | 1,0–1,5    |
| Korrózióállóság         | rossz     | jó          | kiváló   | rossz      |

Alkalmaznak más nyersanyag-kombinációkat is, ezek az úgynevezett hibrid szerkezetek. A textil erősítőszerkezetnek ugyanis – az alkalmazás módjától függően – nem kell szükségképpen minden irányban azonos igénybevételt elviselnie, így a kevésbé igénybe vett irányban kisebb teljesítményű, olcsóbb fonalak is alkalmazhatók.
A kábeleket illetve a belőlük készült textilszerkezetet erősítő és a további feldolgozást elősegítő bevonattal látják el, ami megfelelő tapadást biztosít a szálakat körülvevő betonhoz. Az alkalmazott kábelek vastagságát és a kialakított rácsszerkezet sűrűségét és irányítottságát a felhasználási célnak megfelelően állítják be.

## Az erősítőszerkezet előállítása és szerkezete

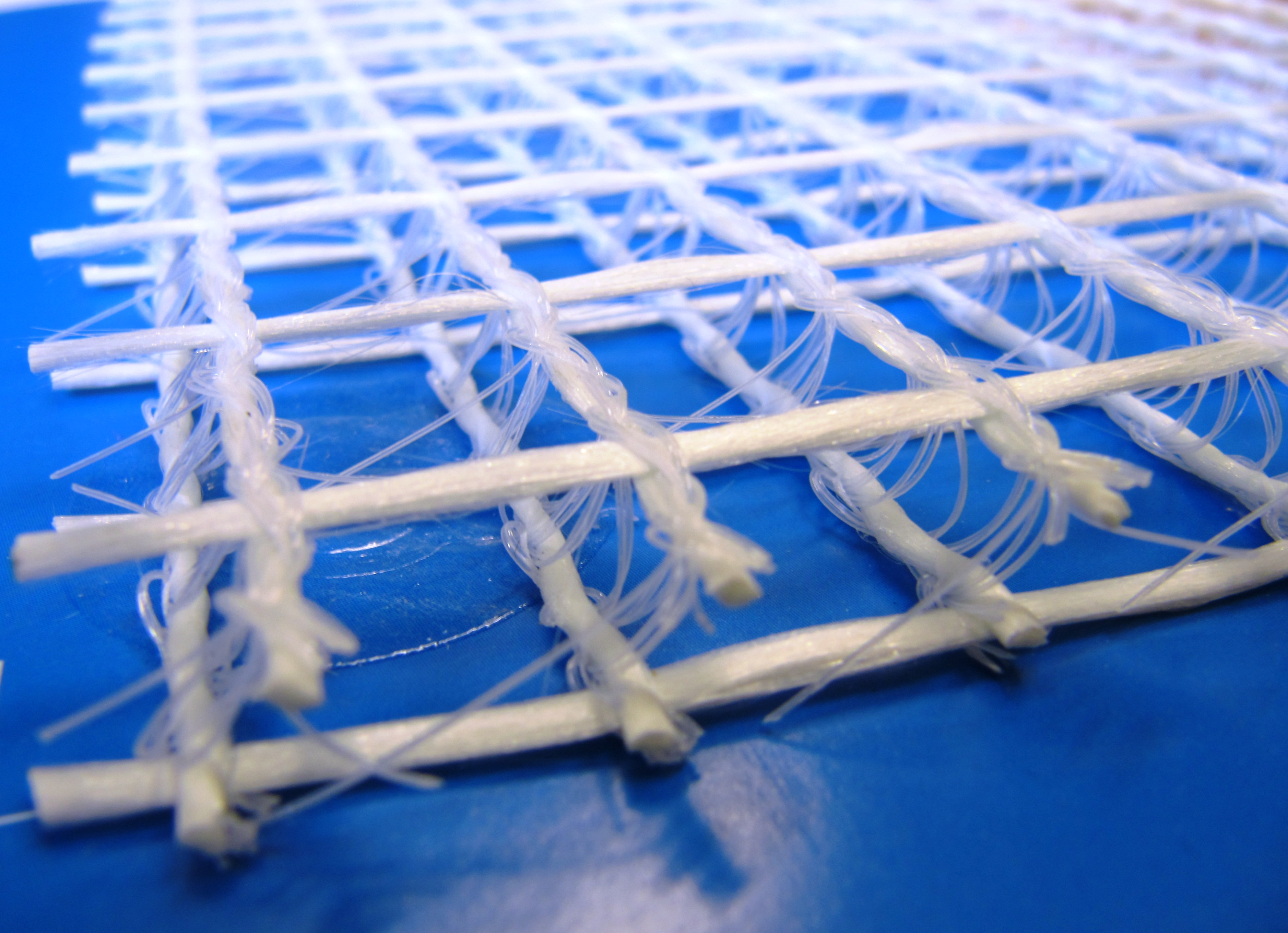
Üvegszálakból készült térbeli (üreges) textilszerkezet betonerősítésre

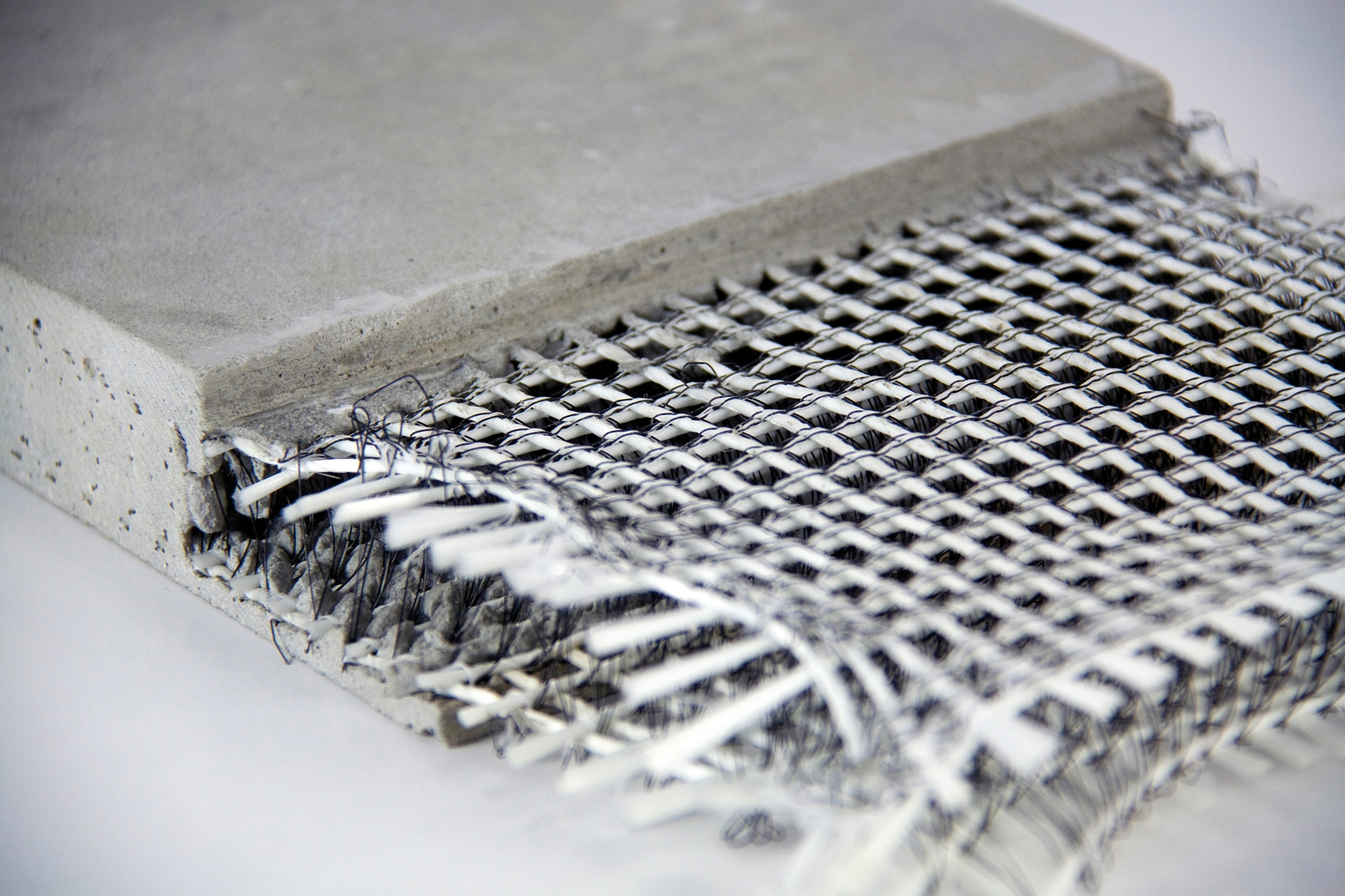
Térbeli textilszerkezettel erősített textilbeton

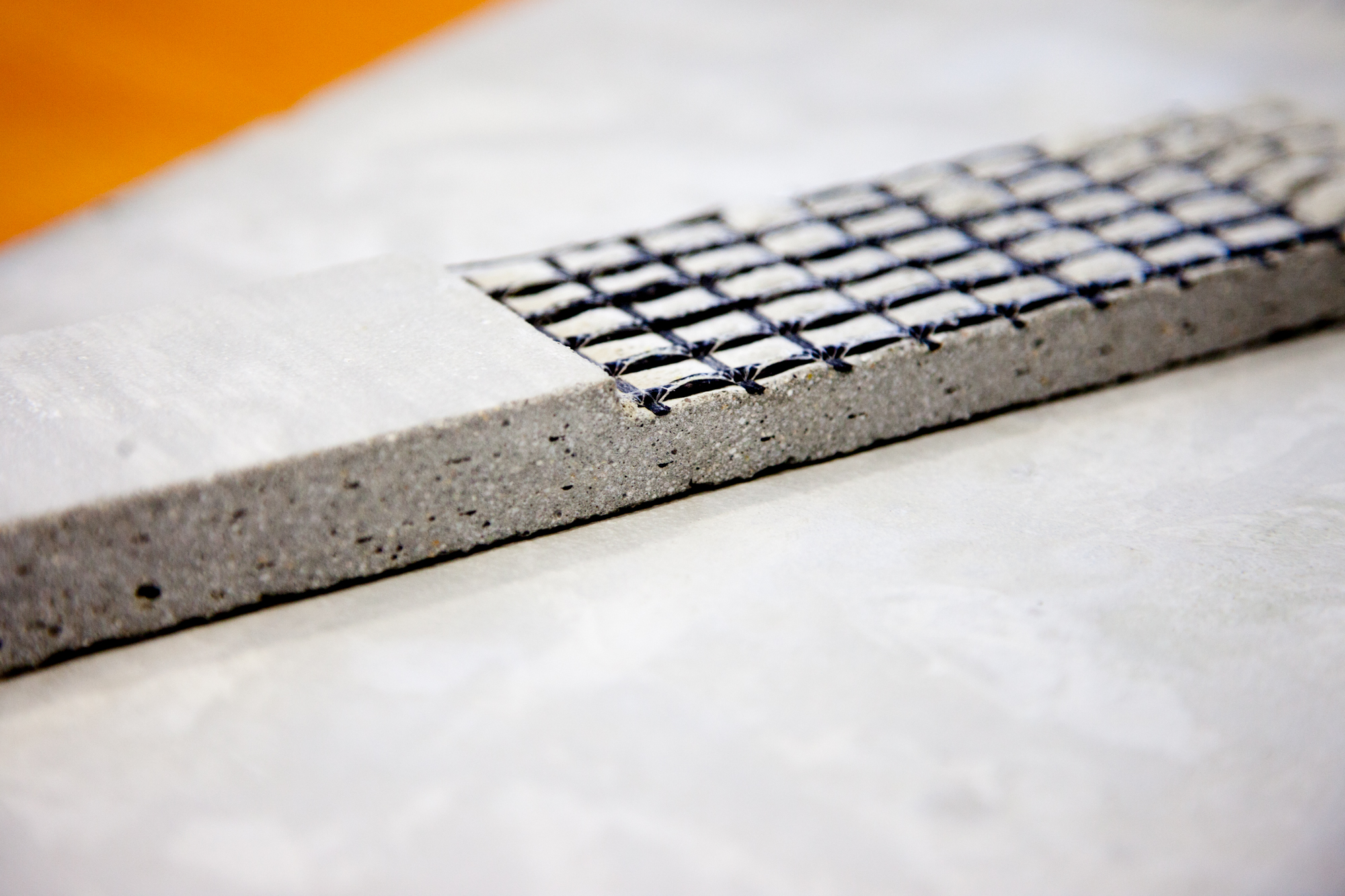
Síkbeli textilszerkezettel erősített textilbeton

A textil erősítőszerkezetet többféleképpen lehet készíteni. Az egyik módszer szerint a síkbeli rácsozatot egymásra fektetett, egymást keresztező kábelek alkotják, amelyeket a kereszteződési pontokon sztirol-butadién-sztirol (SBS), latex vagy poli(vinil-alkohol) (PVA) kötőanyaggal összeragasztanak. A másik módszer a speciálisan erre a célra szerkesztett láncrendszerű kötőgépen történő gyártás, ami akár sík-, akár térbeli, összefüggő rácsszerkezet előállítását is lehetővé teszi.
A betonacél helyettesítését textilszerkezettel elsősorban két tényező tette lehetővé:
- az e célra legjobban megfelelő üveg- és szénszálak alkalmazástechnikájának fejlődése,
- a textilgépek – köztük főleg a kötőgépek – olyan szintre fejlődése, ami lehetővé tette az üveg- és szénszálak nagyüzemi feldolgozását, és olyan összefüggő vázszerkezet textiltechnológiai eljárásokkal történő előállítását, ami a szokásos betonvasalásokat helyettesítheti.

A beton erősítése sík- („kétdimenziós”) vagy térbeli („háromdimenziós”) rácsszerkezet előállítását igényli. Ezek előállítására a kötőgépek speciális változatait fejlesztették ki. A rácsban az egyes szálkötegek – az alkalmazási céltól függően – 5–20 mm távolságban vannak egymástól. Ehhez kell igazodnia a beton szemcsenagyság-eloszlásának is (maximum 4 mm szemcsenagyság kívánatos).
A háromdimenziós (más néven: üreges) vázszerkezet két, egymástól független rácsszerű rétegből áll, amelyek mindegyike hossz- és keresztirányban (biaxiálisan) teherbíró kialakítású. Ezek a rétegek üveg- vagy szénszál kábelekből állnak. A két réteget vastagság irányban viszonylag merev távolságtartó fonalak (anyaguk poliészter vagy polipropilén) erősítik össze, így a két réteg között üreg keletkezik. Ennek a vázszerkezetnek a vastagsága néhány millimétertől néhány centiméterig terjedhet. A kelmeszerkezetet hőre keményedő vagy hőre lágyuló műgyantával stabilizálják.
Mint érdekességet említjük meg, hogy az Innsbucki Egyetemen kísérletek folynak a vázszerkezet hímzőgépen történő előállítására is.

## Textilbeton épületelemek előállítása
A textilbeton előnye – azon kívül, hogy az erősítőszálak nem korrodálnak – az is, hogy éppen ezért vékonyabb betonréteg szükséges a védelmükre, aminek eredményeképpen az ilyen betonszerkezet jóval könnyebb lehet, mint az azonos teherbírású vasbeton. Vasbeton esetében 3–6 cm vastag betonrétegnek kell körülvennie az acélbetétet, hogy kellően elszigeteljék a nedvességtől és általában a környezeti hatásoktól, míg a textilbeton esetében 1 cm vastag réteg is elegendő. Így például egy szokásosan 90 mm vastag vasbeton falazóelemet 20–30 mm textilbeton panellel lehet helyettesíteni. Ennek a kisebb lemezvastagságnak – azon kívül, hogy anyagmegtakarítással jár – egyéb előnyei is vannak. Mivel az ilyen betonelemek könnyebbek, mint a hasonló teherbírású vasbeton elemek, szállításuk egyszerűbb és olcsóbb lehet. Kisebb tömegük kisebb statikai követelményeket támaszt. Előállításuk kisebb energiaigényű, és így kevesebb szén-dioxid-kibocsátással jár. Épületfelújításoknál ugyanakkora teherbírású falat vastagabb hangszigeteléssel lehet ellátni anélkül, hogy a teljes falvastagság megnőne. Új épületeknél könnyebb és filigránabb homlokzatkialakításra van lehetőség.
A textilerősítés előállításához először is szálkötegekre van szükség, amelyek sok ezer, néhány mikrométer vastagságú folytonos szálból (filamentből) állnak. Ezekből speciális kötőgépen egy rácsszerkezetet készítenek a kívánt nyílásméretekkel. Ezt ágyazzák be zsaluelemek között a finombetonba. Annak érdekében, hogy minél erősebb kötés jöjjön létre a textilanyaghoz, a habarcs lehetőleg finomszemcsés és folyékony legyen. Alkalmasnak bizonyultak például a kb. 600 kg/m³ sűrűségű cementből, beton adalékból (pl. kőszénhamuból és mikroszilikonból), 0/1-es szitált homokból és folyadékból álló keverékek.
A szokásos gyártási technológiák: kenés, öntés, szórás, centrifugálás.
- Kenésnél a finombetont és a textil erősítővázat váltakozva fektetik a zsaluelemre, amíg a kívánt vastagságot el nem érik. Így készítik a kétdimenziós lemezeket. Ennek kivitelezése csak vízszintes helyzetben lehetséges.
- Öntésnél a zsaluzatba helyezik a textil vázanyagot és kiöntik a betonnal. Ezzel a módszerrel nem lehet nagy szilárdító hatást elérni, mert a beton nem tud minden egyes szálat körülvenni, hogy megfelelő kötés jöhessen létre a szálköteg és a betonmátrix között.
- A szórás kivitelezése nagyon hasonlít a kenéséhez. Itt is váltakozva követik egymást a finombeton és a textil erősítőváz rétegek. Ezt az eljárást vízszintes és függőleges helyzetben egyaránt el lehet végezni és jó szilárdítási fokot eredményez.
- Centrifugálásnál a betont gyors forgással, a centrifugális erőt kihasználva, a zsaluzás hossza mentén haladva szórják rá a zsaluelemekre. Ezt a módszert főleg csövek, rudak, oszlopok készítésénél használják. A textil erősítőváz behelyezése folyamatosan történik a centrifugálás haladásával párhuzamosan, ami időigényes eljárás.

## Teherbírás és méretezés
A textilbeton teherbírása szempontjából meghatározó a betonmátrixból származó erők átvitele a szálköteg egyes szálaira (filamentjeire), azonban a szálaknak csak egy kis része kötődik tökéletesen a betonhoz. Az érintkezési felület, valamint a szál és a mátrix közötti kötés ereje határozza meg a textil erősítőváz kötési tulajdonságait, és ez döntő a textil erősítés elméleti teherbírásának kihasználása szempontjából. Ebből következik, hogy a filamenteket először egy polimerrel egymáshoz kell tapasztani. A folyékony gyanta/kötőanyag keverék minden üreget kitölt, és ott megkeményedik. A textil vázszerkezet ez után az „átitatás” után sokkal jobban kezelhető. A polimer diszperzió az átitatott textíliában kedvező erőelosztást hoz létre az egyes szálak között, és ezáltal az egész kompozit mechanikai tulajdonságait megjavítja.
A textilbeton teherbírása hasonlít a vasbetonéhoz, de a méretezést az eltérő anyag- és kötési tulajdonságok miatt másképp kell elvégezni. Erre vonatkozóan elméleti és kísérleti munkák folynak, hogy tapasztalati adatokat nyerjenek a méretezéshez, és méretezési irányelvet lehessen kidolgozni.

## A textilbeton alkalmazásai

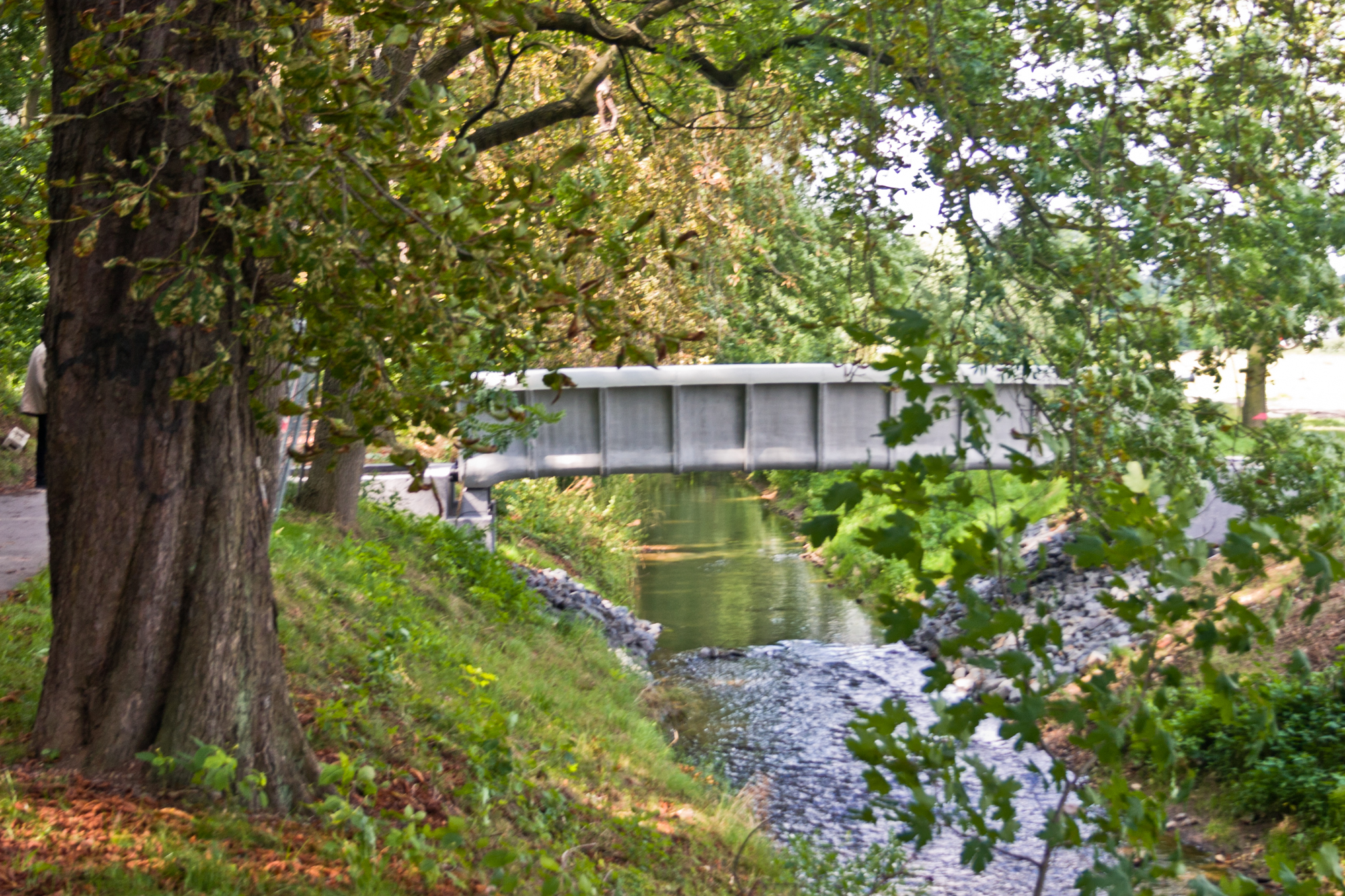
Textilbeton elemekből készült híd

A német kutatók igen komoly munkát fektetnek a textilbeton kifejlesztésébe és minél szélesebb körű alkalmazásába. A Tudalit néven forgalmazott textilbetonnak számos felhasználását mutatták be.
A textilbeton nagyon alkalmas arra, hogy épületfelújításnál az eredeti vasbeton szerkezetet megerősítsék vele. Ilyenkor a textilbetont az eredeti vasbeton szerkezet felületén, kiegészítésképpen alkalmazzák. Ilyen célra a megerősítendő épületrészre speciális finombeton réteget hordanak fel, amibe egy vagy több rétegben szénszálas textilerősítést ágyaznak be. A textilbetonnal így különböző terhelési hatásoknak (hajlítás, keresztirányú terhelések, torziós hatások stb.) tudják ellenállóbbá tenni az épületelemet, és a felület állapotát is megjavítják.
A textilbeton nagyon alkalmas homlokzatelemek készítésére. A vasbeton elemeknél szokásos 90 mm lemezvastagság helyett a textilbeton 20–30 mm lemezvastagságot tesz lehetővé, ami a hagyományos vasbeton alkalmazásához képest akár 80% anyagmegtakarítást is jelenthet. Szénszálakból készített textilerősítéssel ellátott betonból nagyobb, 1,5 × 4,1 m méretű, 50 mm vastag homlokzatburkoló lemezeket állítottak elő. Ipari csarnokoknál önhordó szendvics szerkezetű burkolólemezeket is használnak. Ilyet például 3,45 × 1,00 × 0,18 m méretben úgy állítottak elő, hogy két vékony, üvegszálas textilbeton réteg közé poliuretán keményhab réteget helyeztek el.